# Canada op de Olympische Zomerspelen 1912
Canada nam deel aan de Olympische Zomerspelen 1912 in Stockholm, Zweden. Er namen 36 sporters deel in zes olympische sportdisciplines, waarbij acht medailles werden behaald.
Aan de kunstwedstrijden nam Robert Tait McKenzie deel in de categorie beeldhouwen.

## Medailleoverzicht
| Sport    | Olympiër(s)      | Onderdeel                | Medaille |
| -------- | ---------------- | ------------------------ | -------- |
| Atletiek | George Goulding  | 10km snelwandelen (m)    | Goud     |
| Zwemmen  | George Hodgson   | 400m vrije slag (m)      | Goud     |
| Zwemmen  | George Hodgson   | 1500m vrije slag (m)     | Goud     |
| Atletiek | Calvin Bricker   | verspringen (m)          | Zilver   |
| Atletiek | Duncan Gillis    | hamerslingeren (m)       | Zilver   |
| Atletiek | William Halpenny | polsstokhoogspringen (m) | Brons    |
| Atletiek | Frank Lukeman    | vijfkamp (m)             | Brons    |
| Roeien   | Everard Butler   | skiff (m)                | Brons    |

## Deelnemers en resultaten

### Atletiek
| Olympiër                                                | Discipline               | Resultaat    | Prestatie |
| ------------------------------------------------------- | ------------------------ | ------------ | --- |
| Harry Beasley                                           | 100m (m)                 | series       | serie 11: 4de |
| John Howard                                             | 100m (m)                 | halve finale | serie 11: 4de halve finale 5: 6de |
| Frank Lukeman                                           | 100m (m)                 | halve finale | serie 12: 2de halve finale 3: 3de |
| Frank McConnell                                         | 100m (m)                 | series       | serie 14: 3de |
| Harry Beasley                                           | 200m (m)                 | series       | serie 7: 4de |
| John Howard                                             | 200m (m)                 | halve finale | serie 8: 1ste halve finale 4: 3de |
| Frank McConnell                                         | 200m (m)                 | series       | serie 14: 3de |
| Mel Brock                                               | 400m (m)                 | series       | serie 11: 3de |
| Thomas Gallon                                           | 400m (m)                 | series       | serie 12: 3de |
| Mel Brock                                               | 800m (m)                 | 5e           | serie 8: 1ste in 1.57,0 halve finale 2: 1ste in 1.55,7 finale: 5de in 1.53,0 |
| John Tait                                               | 800m (m)                 | halve finale | serie 4: 2de halve finale 1: 5de |
| John Tait                                               | 1500m (m)                | series       | serie 3: 4de |
| Alex Decoteau                                           | 5000m (m)                | 6e           | serie 1: 2de in 15.24,2 finale: 6de |
| Joe Keeper                                              | 5000m (m)                | finale       | serie 2: 2de in 15.28,9 finale: 8-11ste |
| Joe Keeper                                              | 10000m (m)               | 4e           | serie 1: 2de in 33.58,8 finale: 4de in 32.36,2 |
| Frank Lukeman                                           | 110m horden (m)          | series       | serie 11: 3de |
| Frank McConnell Frank Lukeman Harry Beasley John Howard | 4x100m (m)               | 5e           | halve finale 3: 2de in 43,5 |
| Mel Brock John Howard Thomas Gallon John Tait           | 4x400m (m)               | 4e           | serie 1: 2de in 3.22,2 |
| James Corkery                                           | marathon (m)             | DNF          | niet gefinisht |
| Alex Decoteau                                           | marathon (m)             | DNS          | niet gestart |
| James Duffy                                             | marathon (m)             | 5e           | 2:42.18,8 |
| Édouard Fabre                                           | marathon (m)             | 11e          | 2:50.36,2 |
| William Forsyth                                         | marathon (m)             | 15e          | 2:52.23,0 |
| George Goulding                                         | marathon (m)             | DNS          | niet gestart |
| Joseph Keeper                                           | marathon (m)             | DNS          | niet gestart |
| John Tait                                               | marathon (m)             | DNS          | niet gestart |
| George Goulding                                         | 10km snelwandelen (m)    | Goud         | serie 1: 1ste in 47.14,5 finale: 1ste in 46.28,4 |
| Calvin Bricker                                          | verspringen (m)          | Zilver       | kwalificatie groep B: 1ste met 7,21m finale: 2de met 7,21m |
| Arthur Maranda                                          | verspringen (m)          | 28e          | kwalificatie groep B: 11de met 5,87m |
| Calvin Bricker                                          | hink-stap-springen (m)   | 18e          | kwalificatie groep B: 8ste met 13,25m |
| Arthur Maranda                                          | hink-stap-springen (m)   | 20e          | kwalificatie groep B: 9de met 12,53m |
| William Halpenny                                        | polsstokhoogspringen (m) | Brons        | kwalificatie groep A: 1ste met 3,65m finale: 3de met 3,80m |
| Arthur Maranda                                          | staand verspringen (m)   | 17e          | kwalificatie groep B: 4de met 2,98m |
| Duncan Gillis                                           | discuswerpen (m)         | 14e          | kwalificatie groep C: 3de met 39,01m |
| Duncan Gillis                                           | hamerslingeren (m)       | Zilver       | kwalificatie groep B: 2de met 48,39m finale: 2de met 48,39m |
| Frank Lukeman                                           | vijfkamp (m)             | Brons        | verspringen: 8ste met 6,45m (6 punten) speerwerpen: 19de met 36,02m (11 punten) 200m: 5de in 23,2 (4 punten) discuswerpen: 3de met 33,76m (3 punten) 1500m: 5de in 5.00,2 (5 punten) totaal: 29 punten |
| Frank Lukeman                                           | tienkamp (m)             | DNF          | 100m: 3de in 11,2 (904,8 punten) verspringen: 14de met 6,14m (671,7 punten) kogelstoten: 27ste met 9,29m (449 punten) hoogspringen: 4de met 1,75m (790 punten) 400m: 3de in 52,1 (860,88 punten) discuswerpen: 12de met 30,52m (584,28 punten) 110m horden: 3de in 16,3 (876,5 punten) polsstokhoogspringen: 12de met 2,70m (454,6 punten) speerwerpen: niet gestart |

### Roeien
| Olympiër | Discipline | Resultaat | Prestatie                                                                           |
| --- | ---------- | --------- | ----------------------------------------------------------------------------------- |
| Everard Butler | skiff (m)  | Brons     | serie 3: 1ste in 7.55,6 kwartfinale 2: 1ste in 7.39,9 halve finale 2: 2de in 7.41,0 |
| Charles Riddy Phil Boyd Albert Kent William Murphy Alex Sinclair Becher Gale Richard Gregory Geoffrey Taylor Winslow McCleary | acht (m)   | 7e        | serie 5: V van Groot-Brittannië                                                     |

### Schietsport
| Olympiër         | Discipline | Resultaat | Prestatie             |
| ---------------- | ---------- | --------- | --------------------- |
| William Davies   | trap (m)   | 45e       | 13 punten             |
| Robert Hutcheson | trap (m)   | 17e       | 84 punten: (15-26-43) |
| James Kenyon     | trap (m)   | 45e       | 13 punten             |

### Schoonspringen
| Olympiër         | Discipline     | Resultaat | Prestatie                                                  |
| ---------------- | -------------- | --------- | ---------------------------------------------------------- |
| Robert Zimmerman | 3m plank (m)   | 5e        | groep 3: 2de met 76,60 punten finale: 5de met 72,54 punten |
| Jack Lyons       | 10m toren (m)  | DNF       | groep 3: niet gefinisht                                    |
| Jack Lyons       | hoogduiken (m) | 20e       | groep 3: 8ste met 32,5 punten                              |

### Wielersport
| Olympiër      | Discipline  | Resultaat | Prestatie  |
| ------------- | ----------- | --------- | ---------- |
| Frank Brown   | tijdrit (m) | 5e        | 11:01.00,0 |
| George Watson | tijdrit (m) | 78e       | 12:52.22,2 |

### Zwemmen
| Olympiër       | Discipline           | Resultaat | Prestatie                                                                                  |
| -------------- | -------------------- | --------- | ------------------------------------------------------------------------------------------ |
| George Hodgson | 400m vrije slag (m)  | Goud      | serie 6: 1ste in 5.50,6 halve finale 1: 1ste in 5.25,4 (WR) finale: 1ste in 5.24,4 (WR)    |
| George Hodgson | 1500m vrije slag (m) | Goud      | serie 3: 1ste in 22.23,0 (WR) halve finale 1: 1ste in 22.26,0 finale: 1ste in 22.00,0 (WR) |

Australazië · België · Bohemen · Canada · Chili · Denemarken · Duitsland · Egypte · Finland · Frankrijk · Griekenland · Groot-Brittannië · Hongarije · IJsland · Italië · Japan · Luxemburg · Nederland · Noorwegen · Oostenrijk · Portugal · Rusland · Servië · Turkije · Verenigde Staten · Zuid-Afrika · Zweden · Zwitserland